# 茵雅湖

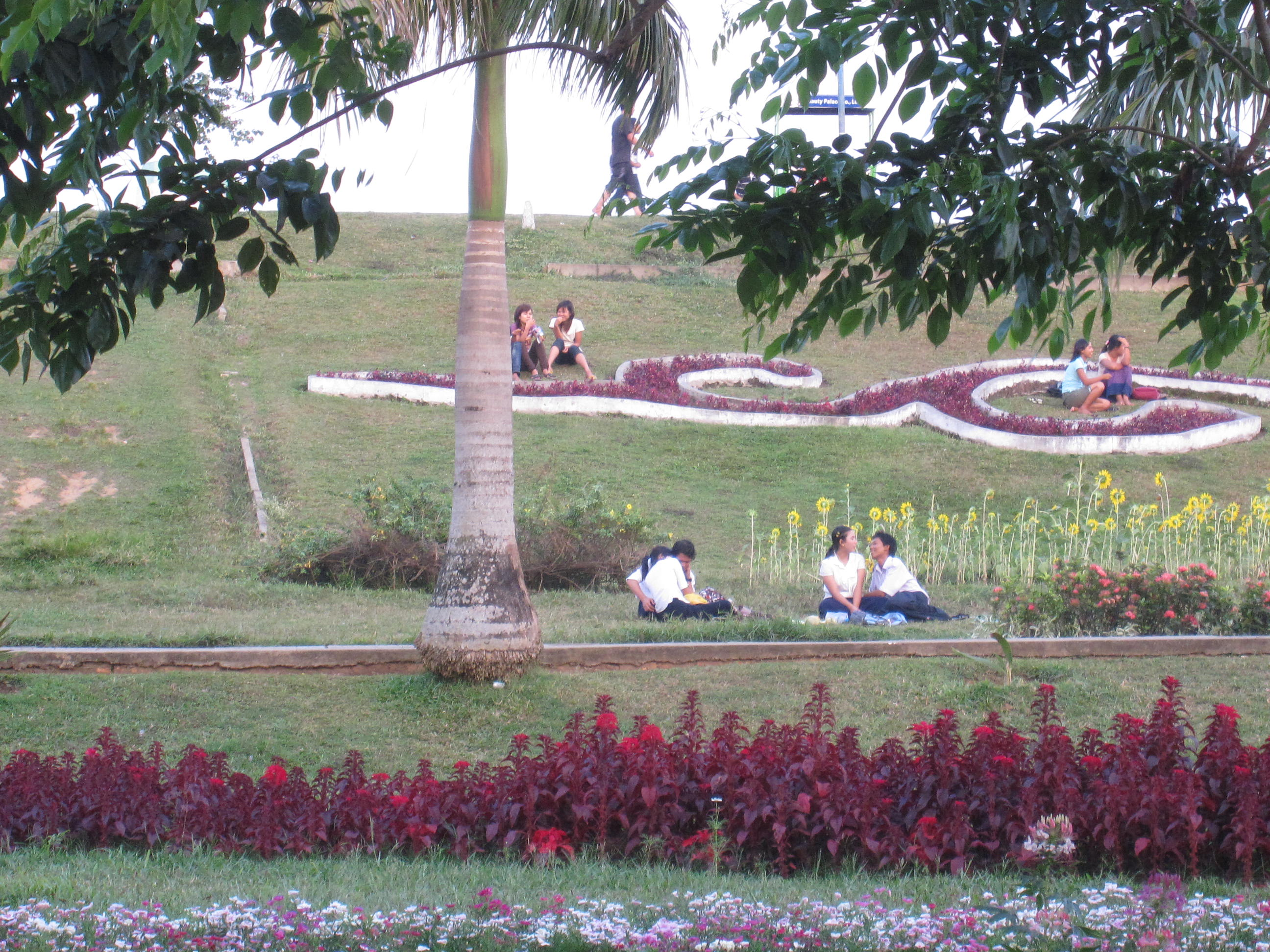
茵雅湖畔的公園，是許多年輕情侶約會的場所

茵雅湖（ʔīnyā kǎn [ʔíɰ̃já kàɰ̃]）是位於緬甸仰光的人工湖泊，是仰光最大的湖，位於仰光市中心以北10公里處。
茵雅湖原名維多利亞湖（Lake Victoria），是英國人在1882年至1883年之間創建的人工水庫，目的是為仰光提供水源。目前是仰光的一處觀光景點，因四周環繞森林，故成為各種鳥禽的落腳選擇，傍晚則可眺望夕陽景致。